# 黃崇嘏

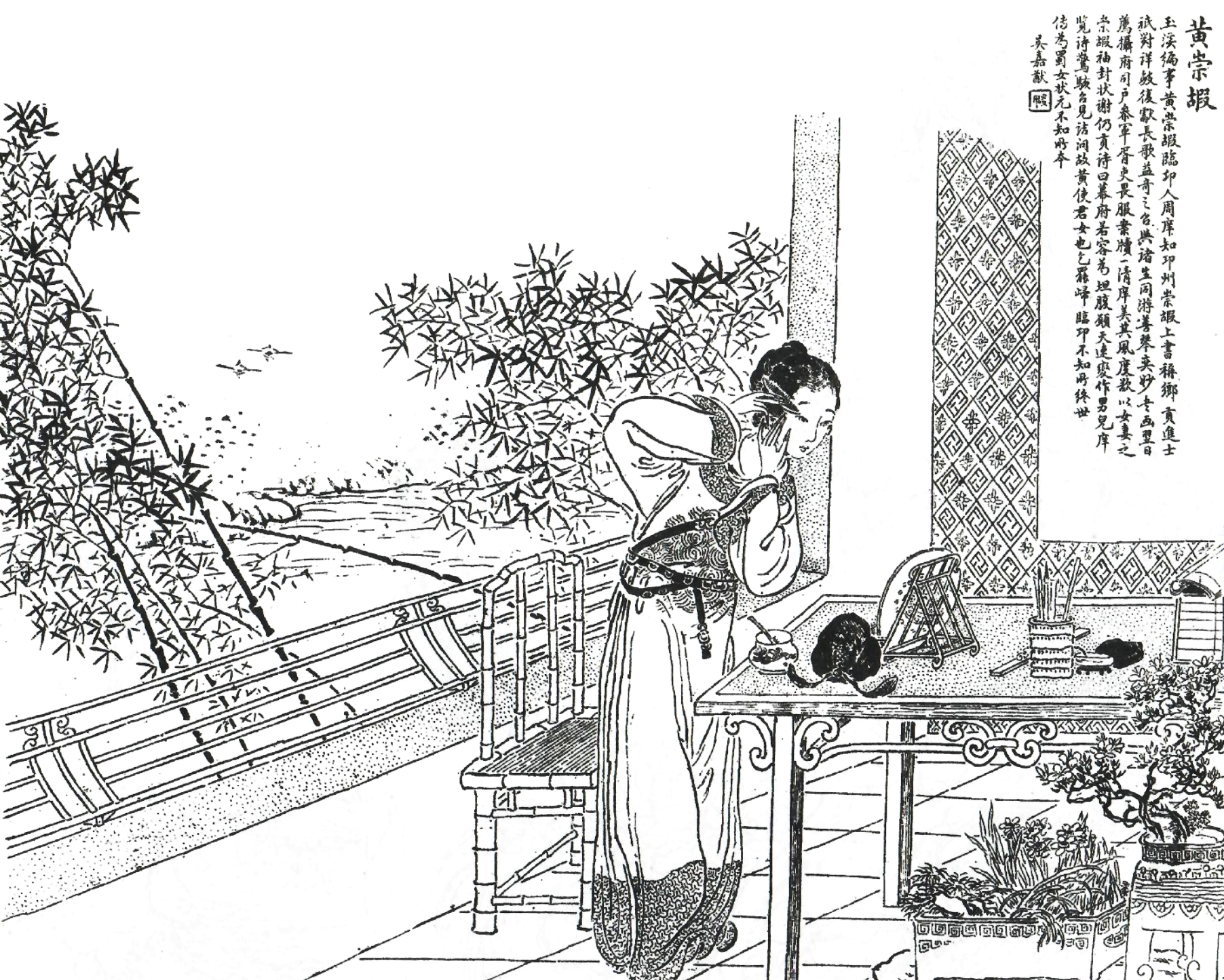
黄崇嘏，出自《古今百美圖》

黃崇嘏（?—?），唐朝臨邛人，女詩人。黃崇嘏喜歡女扮男裝，其父曾經擔任刺史。三十歲仍未出嫁。唐僖宗文德元年（888年），黃崇嘏被誣陷縱火，於是寫下《下獄貢詩》讓人交給永平軍節度使王建的下屬周庠。周庠看到黃崇嘏寫的詩後，立即將她釋放，並推薦她擔任司戶參軍。周庠還想將自己的女兒嫁給她，黃崇嘏又寫下詩作《辭蜀相妻女》進獻給周庠以示拒絕，並暗示自己實際上是女兒身。周庠大吃一驚，仔細詢問黃崇嘏的身世，確認是女子無誤。黃崇嘏於是辭職回家，最終在家鄉去世。